# Zalmoxomma occidentalis
Zalmoxomma occidentalis is een hooiwagen uit de familie Zalmoxioidae.